# Mosteiro Chulevi

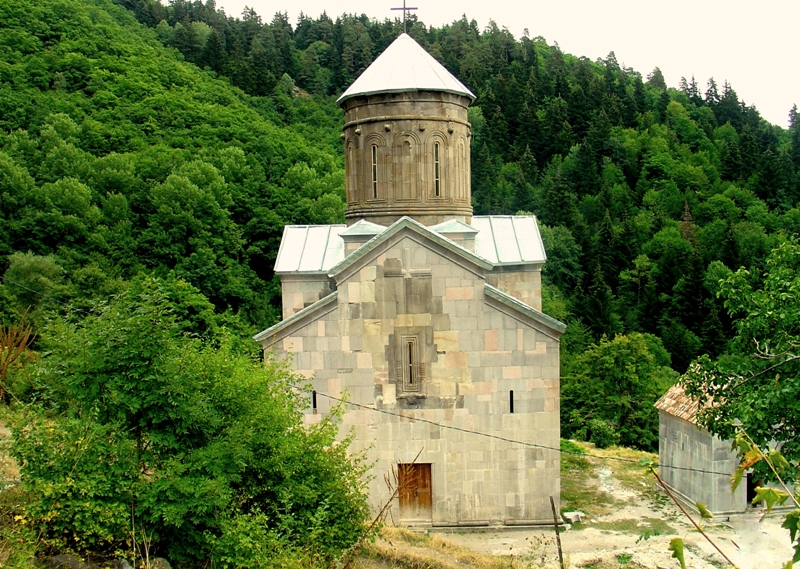
Mosteiro Chulevi

O mosteiro Chulevi ou o mosteiro Chulevi de São Jorge (em georgiano:  ჭულევის მონასტერი), é uma igreja monástica ortodoxa georgiana do século XIV localizada na região de Mesquécia-Javaquécia, no sudoeste da Geórgia. O mosteiro é conhecido alternativamente como Chule (ჭულე) ou Chulevi (ჭულები).

## Localização
O Mosteiro de Chulevi está localizado na margem esquerda do rio Kvabliani, perto da cidade de Adigeni, na província histórica de Samtskhe. Chulevi já abrigava uma comunidade monástica no século XI, mas foi na última parte do século XIV, quando o atual edifício foi construído para se tornar um importante centro religioso e cultural no sul da Geórgia. Uma inscrição asomtavruli revela o nome do artista "Arsen" pintado dentro do mosteiro em 1381.

## Descrição

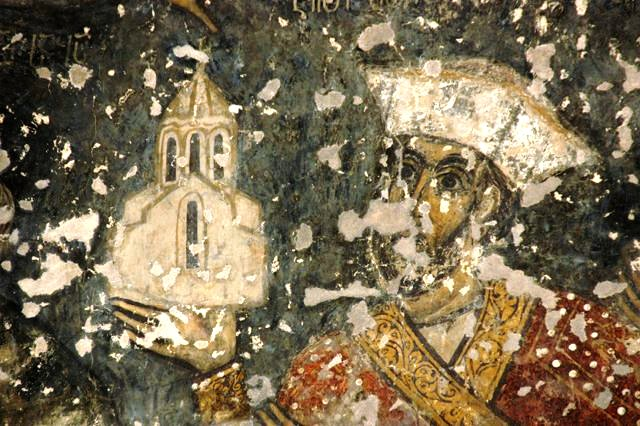
Afresco do Príncipe Jaqeli no Mosteiro de Chulevi, século XIV.

Os murais pintados no interior representam, entre outros, um retrato de grupo da casa principesca de Jaqeli, patrono do mosteiro. 
O mosteiro de Chulevi compartilha uma série de características comuns com as igrejas contemporâneas e próximas localizadas nos mosteiros Zarzma e Sapara, como o modelo geral alongado e o espaço interior retangular sem projeções, a construção principal é uma cúpula que repousa sobre as paredes do altar e dois cruzeiros.

## Galeria

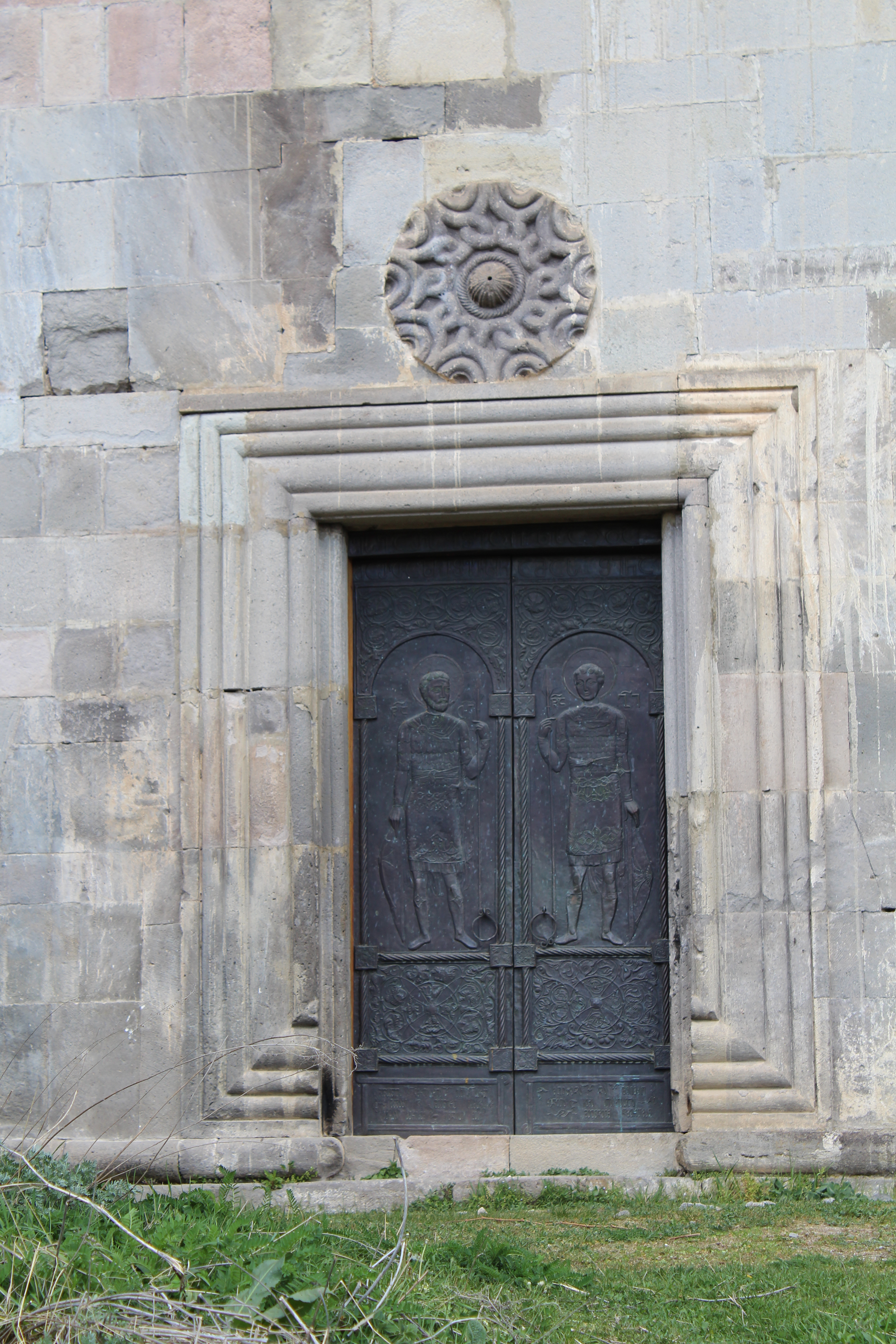
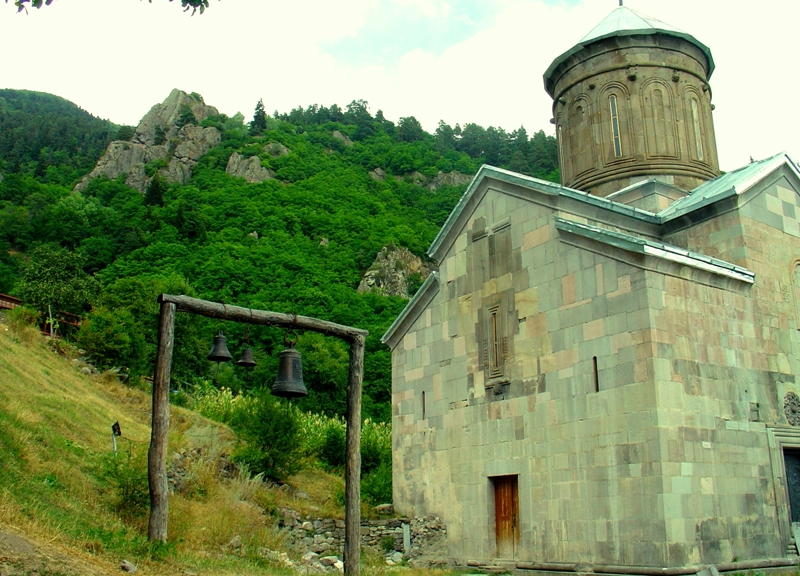
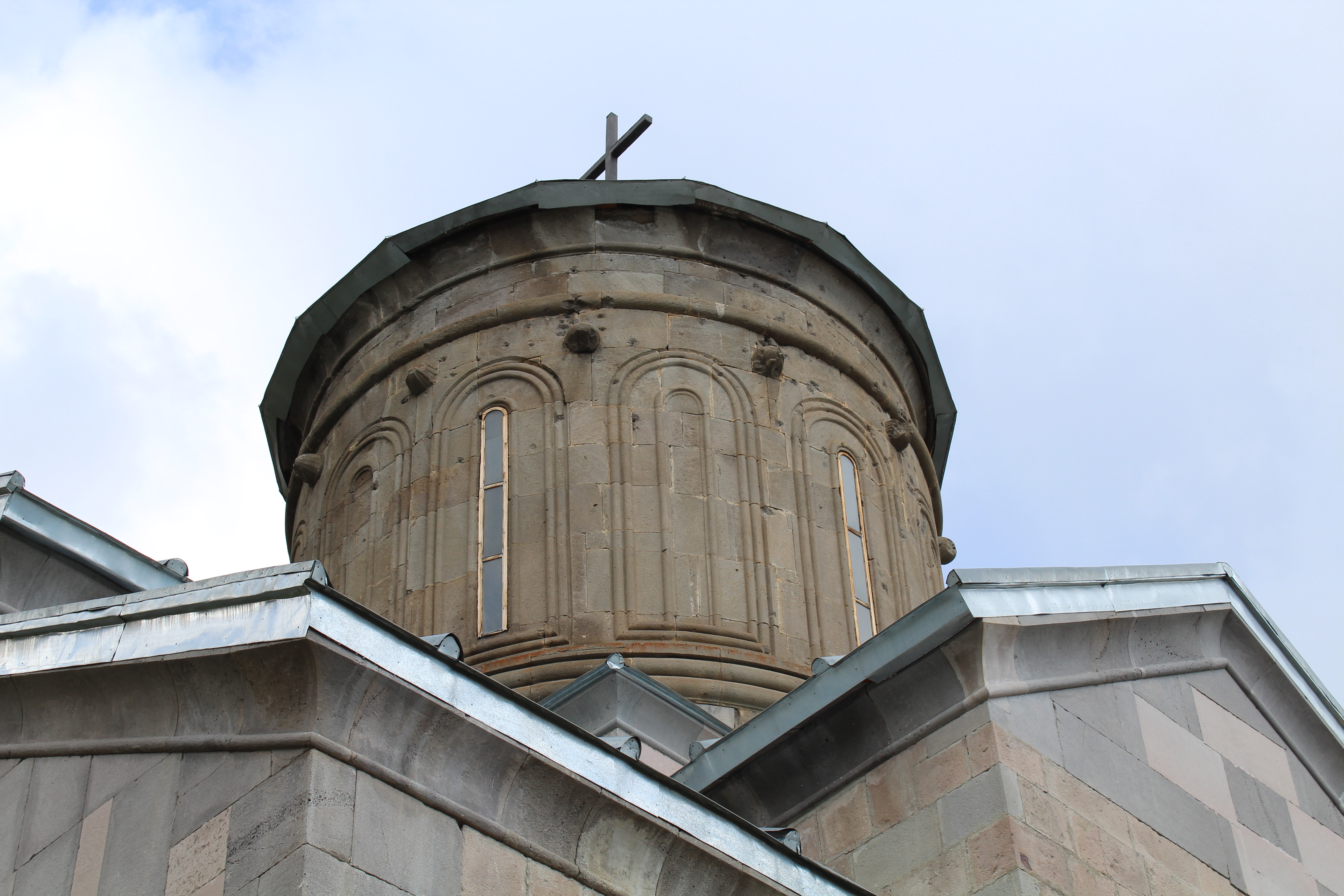